# Эзау, Вальтер
Вальтер «Гулле» Эзау (нем. Walter «Gulle» Oesau; 28 июня 1913, Ниндорф, Германия — 11 мая 1944, Сен-Вит, Бельгия) — немецкий лётчик-ас, Испанской гражданской, а также Второй мировой войн, в течение которых он совершил около 300 боевых вылетов, одержав 127 побед в воздухе, из них 9 в Испании, 44 на Восточном фронте, а также 14 над четырёхмоторными бомбардировщиками при защите Рейха. Погиб 11 мая 1944 года в бою с американскими истребителями. Награждён Рыцарским Крестом с дубовыми листьями и мечами.

## Биография
Вальтер Эзау вступил в армию в октябре 1933 года, начав службу во 2-м артиллерийском полку. В 1934 году он был переведен в люфтваффе и получив звание фаненюнкера поступил в авиационную академию (нем. Deutsche Verkehrsfliegerschule) в Ганновере. После её окончания он в звании лейтенанта был направлен служить в Jagdgeschwader 132, позднее, в мае 1939 года преобразованный в Jagdgeschwader 2 «Richtofen».

## Война в Испании
В апреле 1938 года лейтенант Эзау стал одним из первых пилотов-истребителей, направленных для прохождения боевой службы в составе группы истребителей J/88 в Испании. Находясь в эскадрилье 3.J/88, он в ходе последующих боевых действий одержал 9 побед в период с 15 июля по 3 ноября 1938 года, став одним из ведущих асов данной войны. За свои заслуги он стал награждённым в числе 28 человек Испанским золотым крестом с Мечами и Бриллиантами. В течение данной кампании он также был ранен, за что получил Испанский нагрудный знак за ранение.
1 марта 1939 года Эзау, вернувшись в Германию, был включен в состав штабного звена I./JG2.
15 июля того же года, Вальтер Эзау получил звание обер-лейтенанта и был назначен командиром 1./JG20, позже реорганизованной в 7./JG51.

## Вторая мировая война
Первую свою победу во Второй мировой войне Эзау одержал только 13 мая 1940 года, когда вермахт уже начал битву за Францию. В течение Французской кампании он одержал 5 побед, что формально давало ему право называться асом.
С началом Битвы за Британию Эзау был одним из немецких пилотов лидирующих по количеству побед и 18 августа 1940 года стал 5 пилотом люфтваффе, достигнувшим рубежа в 20 побед в ходе Второй мировой войны, за что 2 дня спустя был награждён Рыцарским крестом железного креста, получив эту награду первым из пилотов JG51.
11 ноября 1940 года гауптман Эзау был назначен командиром группы III./JG3, заменив на этом посту Вильгельма Бальтазара. К этому времени на его счету значилось 39 побед одержаных в ходе Второй мировой войны и поэтому показателю он занимал 4-е место в люфтваффе, уступая только Гельмуту Вику, Вернеру Мельдерсу и Адольфу Галланду.
С наступлением зимы накал боев над Ла-Маншем поутих, и свою 40-ю победу Эзау смог одержать только 5 февраля 1941 года. На следующий день, 6 февраля он 9-м человеком в Рейхе был награждён Дубовыми листьями к Рыцарскому кресту.

### Операция «Барбаросса»
С началом нападения вермахта на СССР Эзау, вместе со своей группой, участвовал в кровопролитных боях. При этом с увеличением количества боев также увеличились и успехи немецкого аса. 30 июня он одержал свою 50-ю победу с начала Второй мировой войны, а 10 июля он за день одержал 5 побед (64—68-я). На следующий день, 11 июля он одержал свою 70-ю победу, а 17 июля 80-ю.
Чуть ранее достижения этого рубежа, Эзау 15 июля был награждён Мечами к Рыцарскому кресту с Дубовыми листями, став 3-м человеком, получившим эту награду.
В конце июля 1941 года Эзау был переведён на Западный фронт, так как получил в подчинение свою бывшую эскадру JG2, продолжавшую вести бои на Западе. На этот момент на его счету числилось 86 побед, 44 из которых был одержаны над советскими пилотами.

### Снова на Западе
Со сменой района боевых действий и получения новой должности результативность аса снизилась, однако он продолжал совершать боевые вылеты и наращивать счет своим победам. 26 октября 1941 года Эзау стал третьим пилотом в мире, перешагнувшим планку в 100 побед, одержанных в ходе Второй мировой войны. А с учетом побед в Испании, их стало уже 109.